# Best of Both Worlds Tour
Best of Both Worlds Tour to trasa koncertowa, która odbyła się w Ameryce Północnej na przełomie 2007–2008 r. Wystąpiła w niej piosenkarka, autorka piosenek i aktorka serialu produkcji Disney Channel pt. Hannah Montana – Miley Cyrus. Śpiewała jako serialowa bohaterka Hannah i jako Miley. Trasa koncertowa zawdzięcza swoją nazwę tytułowi piosenki z czołówki serialu "The Best of Both Worlds", która opowiada o podwójnej osobowości bohaterki. Trasa była najlepszym wydarzeniem rozrywkowym w 2007 roku. Choreografię do występów koncertowych układał Kenny Ortega reżyser i choreograf takich filmów jak High School Musical, High School Musical 2, i Dziewczyny Cheetah 2.

## Trasa
Trasa miała promować wydany w czerwcu 2007 roku album Hannah Montana 2: Meet Miley Cyrus. Rozpoczęła się 18 października 2007 w St. Louis, Missouri i miała zakończyć się 9 stycznia 2008 w Albany, Nowy Jork.
Jeden dolar ze sprzedaży każdego biletu miał zasilił konto fundacji City of Hope, która pomaga chorym w walce z rakiem.
Jonas Brothers stanowili "opening act" w pierwszej serii koncertów. Wystąpili łącznie 54 razy podczas trasy.
W grudniu dodano jeszcze 14 wystąpień, które rozpoczęły się 11 stycznia w Detroit, a zakończył się 31 stycznia w Miami. Po tym jak Jonas Brothers postanowili, że nie będą kontynuować trasy, Aly & AJ zastąpiły ich od 11 stycznia do 24 stycznia. Natomiast Everlife występowały do 31 stycznia.

## Kontrowersje związane z biletami
Bilety wyprzedawały się w bardzo szybkim tempie na każdy show z trasy. Zazwyczaj po pięciu minutach (lub jeszcze szybciej) już nie było wolnych miejsc. Bardzo często można było je potem kupić po dużo wyższych cenach przez internet. Niektóre z nich można było kupić za ponad 1 000 dolarów.

## Kolejność występów

### Jonas Brothers/Aly & AJ
1. "Kids of the Future"/"Closure"
2. "Just Friends"/"Division"
3. "That’s Just the Way We Roll"/"Potential Breakup Song"
4. "Hello Beautiful"/"Insomniatic"
5. "Goodnight and Goodbye"/"Bullseye"
6. "Hold On"/ "No One"
7. "S.O.S."/"Like Whoa"

### Hannah Montana
1. "Rock Star"
2. "Life's What You Make It"
3. "Just Like You"
4. "Old Blue Jeans"
5. "Nobody's Perfect"
6. "Pumpin' Up the Party"
7. "I Got Nerve"
8. "We Got the Party" razem z Jonas Brothers/"Rock and Roll All Nite" z Aly & AJ/Everlife

- Note: Gdy Aly & AJ rozpoczęły trasę 11 stycznia 2008, zaśpiewały cover piosenki zespołu KISS "Rock and Roll All Nite" z Miley Cyrus jako Hannah Montana. Gdy Everlife je zastąpiły, również śpiewały tę piosenkę. Miała ona zastąpić "We Got the Party".

### Jonas Brothers/Aly & AJ interludium
1. "When You Look Me in the Eyes"/"Chemicals React"
2. "Year 3000"/"Rush"

### Miley Cyrus
1. "Start All Over"
2. "Good and Broken"
3. "See You Again"
4. "Let's Dance"
5. "Right Here"
6. "East Northumberland High"
7. "G.N.O. (Girl’s Night Out)"
8. "The Best of Both Worlds" z Hannah Montana

### Miley Cyrus Bis
1. "Ready, Set, Don’t Go" z Billym Rayem Cyrusem i siostrą Brandi Cyrus na gitarze LUB
2. "I Miss You", w dedykacji dla jej zmarłego dziadka.

## Film
Koncerty które odbyły się w Salt Lake City, Utah i St. Louis, Missouri zostały nakręcone w wersji trójwymiarowej, a film można było potem oglądać przez tydzień w kinach od 1 lutego do 7 lutego 2008. Reżyserem był Bruce Hendricks, a producentem Art Repola.

## Płyta
Hannah Montana: Best of Both Worlds Concert jest koncertowym albumem Miley Cyrus nagranym w 2007 podczas trasy koncertowej Best of Both Worlds Tour.

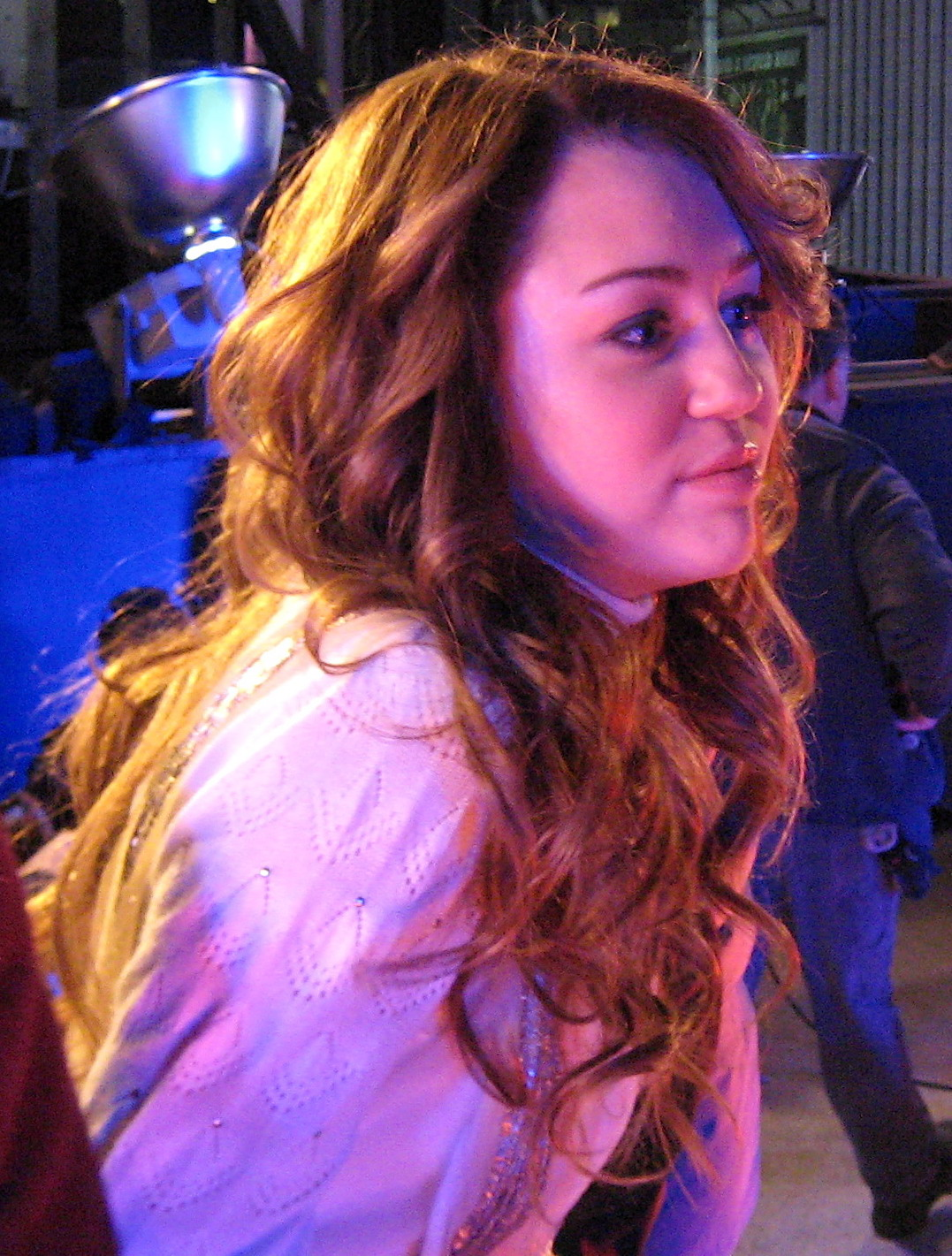
Miley przed występem.

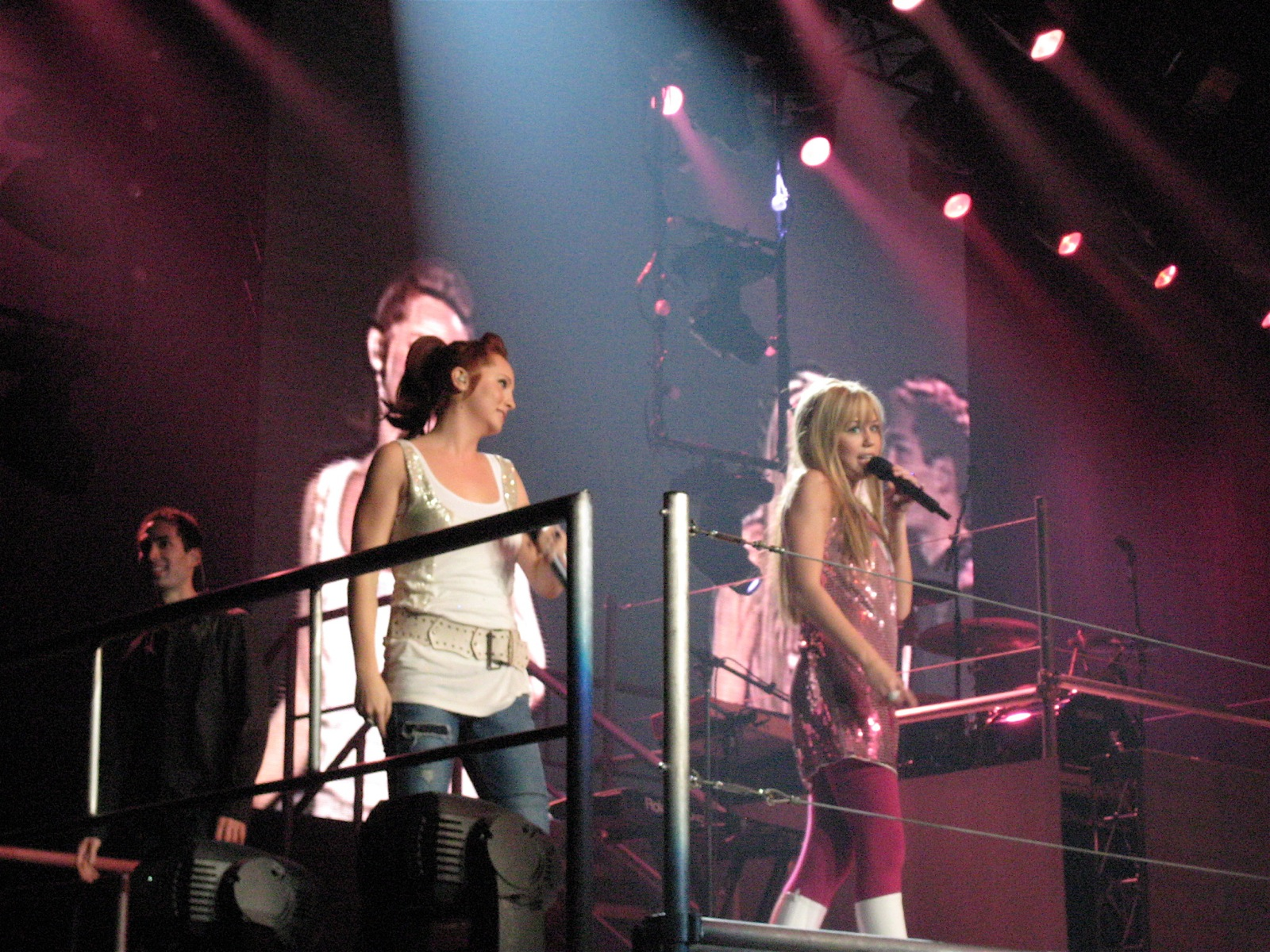
Hannah w trasie.

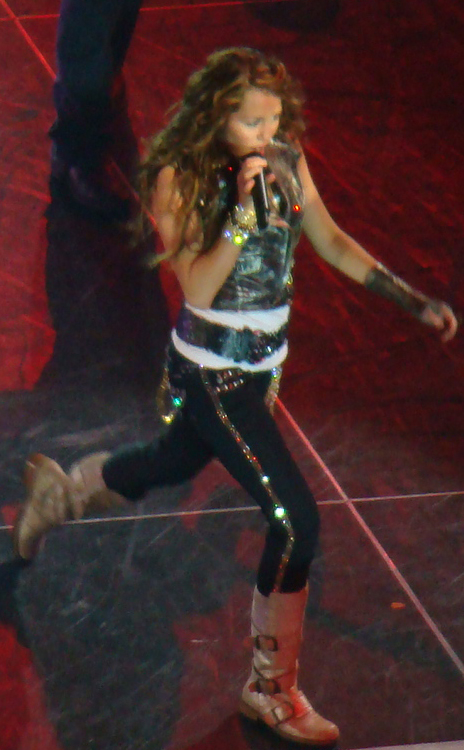
Start All Over.

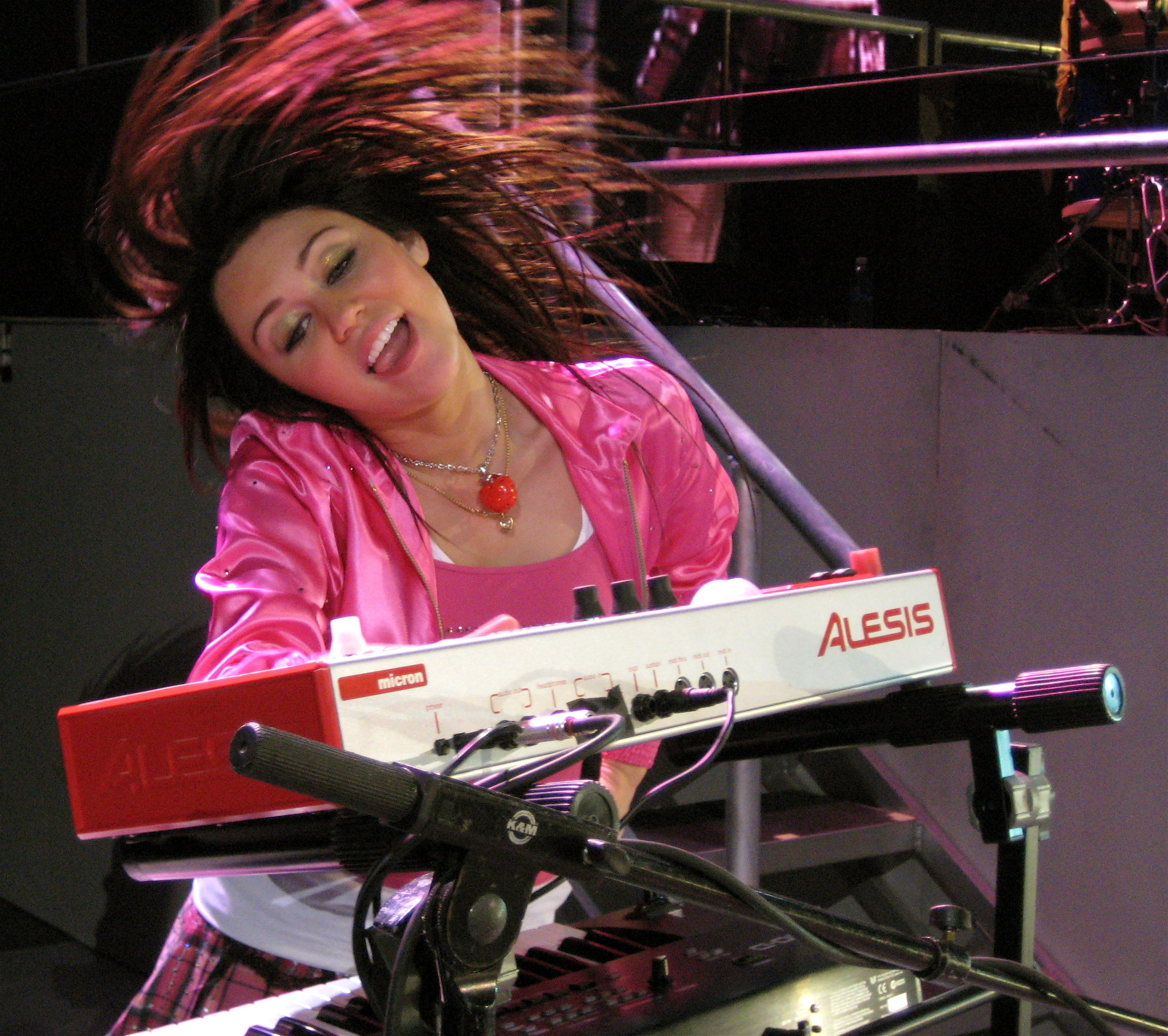
Miley w G.N.O. (Girl’s Night Out).

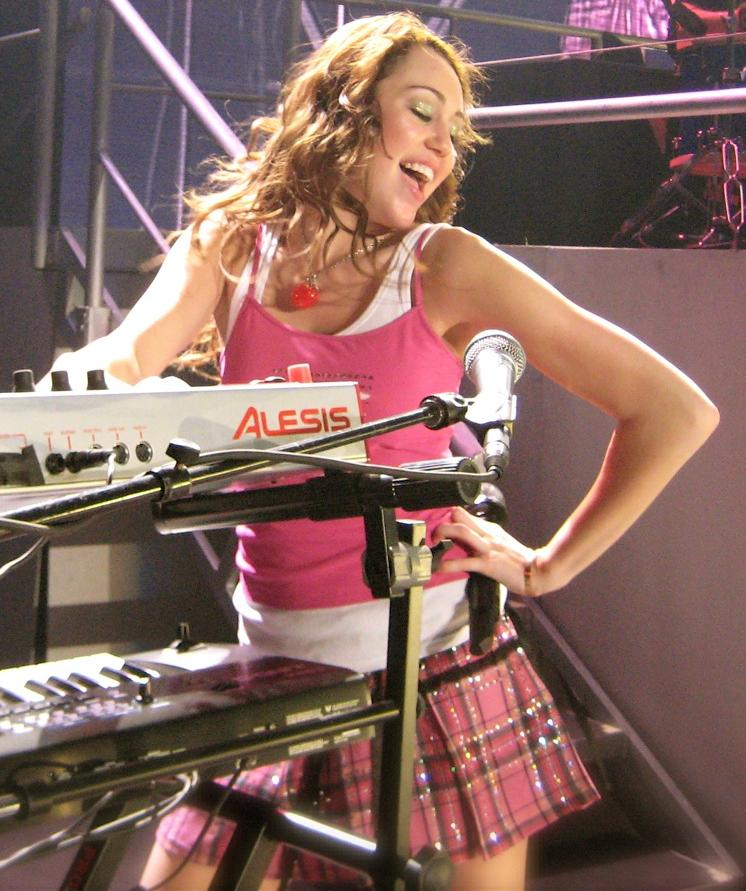
Cyrus podczas trasy.

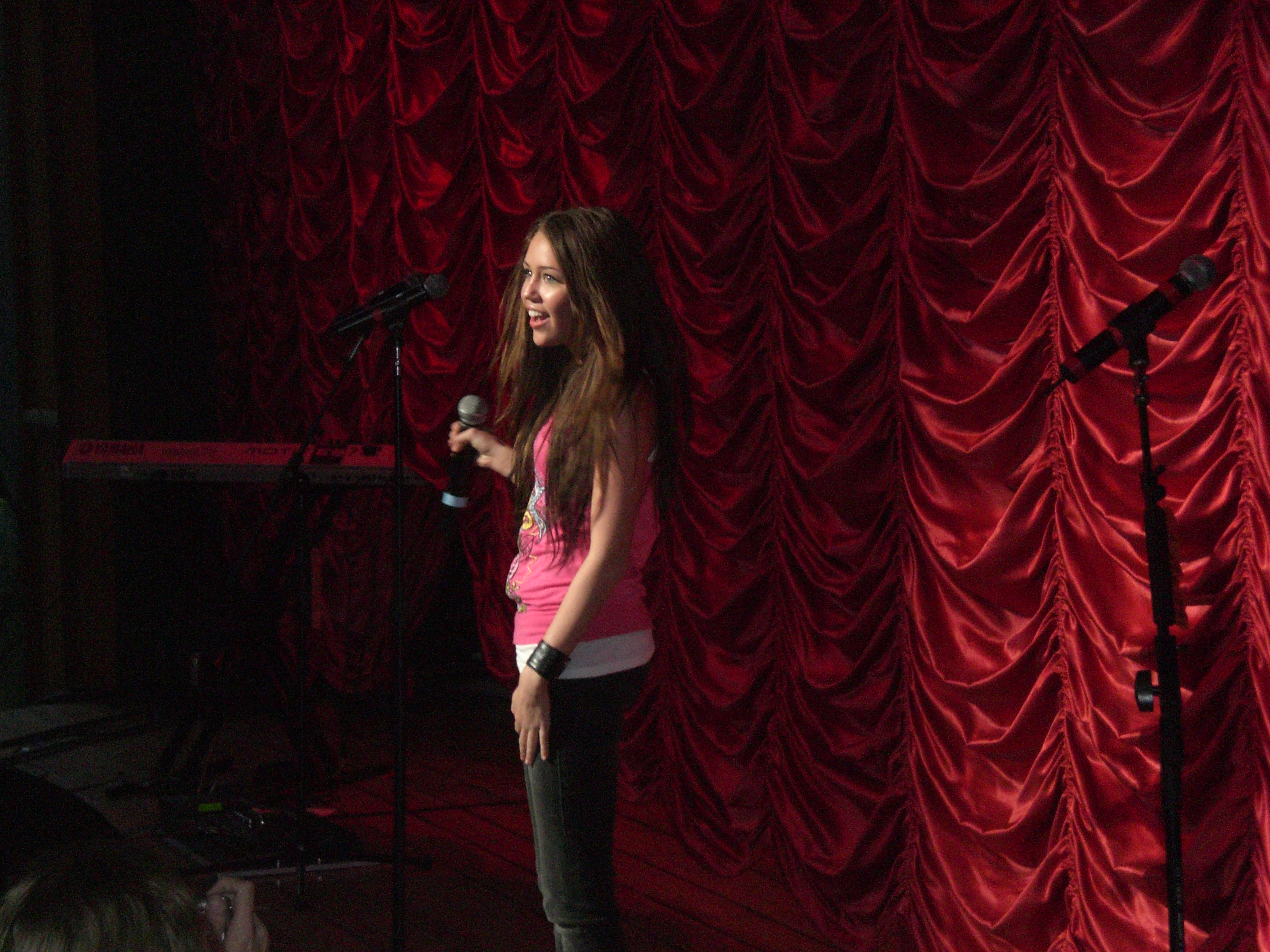
Nastolatka podczas jednego z występów.

## Daty koncertów
| Data                | Miasto             | Miejsce                              |
| ------------------- | ------------------ | ------------------------------------ |
| Ameryka Północna    |                    |                                      |
| Fall/Winter 2007    |                    |                                      |
| 18 października     | St. Louis, MO      | Scottrade Center                     |
| 20 października     | Moline, IL         | I Wireless Center                    |
| 21 października     | Minneapolis, MN    | Target Center                        |
| 23 października     | Omaha, NE          | Qwest Center                         |
| 25 października     | Denver, CO         | Pepsi Center                         |
| 26 października     | Salt Lake City, UT | EnergySolutions Arena                |
| 27 października     | Salt Lake City, UT | EnergySolutions Arena                |
| 29 października     | Seattle, WA        | Key Arena                            |
| 30 października     | Portland, OR       | Rose Garden (arena)                  |
| 1 listopada         | Oakland, CA        | Oracle Arena                         |
| 3 listopada         | Anaheim, CA        | Honda Center                         |
| 4 listopada         | San Jose, CA       | HP Pavilion at San Jose              |
| 5 listopada         | Fresno, CA         | Save Mart Center                     |
| 7 listopada         | Los Angeles, CA    | Staples Center                       |
| 8 listopada         | San Diego, CA      | San Diego Sports Arena               |
| 9 listopada         | Glendale, AZ       | Jobing.com Arena                     |
| 11 listopada        | Houston, TX        | Toyota Center                        |
| 12 listopada        | San Antonio, TX    | AT&T Center                          |
| 14 listopada        | Fort Worth, TX     | Fort Worth Convention Center         |
| 15 listopada        | Bossier City, LA   | CenturyTel Center                    |
| 19 listopada        | Tampa, FL          | St. Pete Times Forum                 |
| 20 listopada        | Sunrise, FL        | BankAtlantic Center                  |
| 23 listopada        | Nashville, TN      | Sommet Center                        |
| 24 listopada        | Knoxville, TN      | Thompson-Boling Arena                |
| 25 listopada        | Greensboro, NC     | Greensboro Coliseum                  |
| 27 listopada        | Charlotte, NC      | Time Warner Cable Arena              |
| 28 listopada        | Duluth, GA         | Arena at Gwinnett Center             |
| 29 listopada        | Memphis, TN        | FedEx Forum                          |
| 1 grudnia           | Little Rock, AR    | Alltel Arena                         |
| 2 grudnia           | Oklahoma City, OK  | Ford Center                          |
| 3 grudnia           | Kansas City, MO    | Sprint Center                        |
| 5 grudnia           | Auburn Hills, MI   | The Palace of Auburn Hills           |
| 6 grudnia           | Grand Rapids, MI   | Van Andel Arena                      |
| 8 grudnia           | Rosemont, IL       | Allstate Arena                       |
| 9 grudnia           | Indianapolis, IN   | Conseco Fieldhouse                   |
| 11 grudnia          | Columbus, OH       | Nationwide Arena                     |
| 12 grudnia          | Lexington, KY      | Rupp Arena                           |
| 13 grudnia          | Cincinnati, OH     | US Bank Arena                        |
| 15 grudnia          | Toronto, ON        | Air Canada Centre                    |
| 16 grudnia          | Rochester, NY      | Blue Cross Arena                     |
| 17 grudnia          | Philadelphia, PA   | Wachovia Center                      |
| 19 grudnia          | Hartford, CT       | Hartford Civic Center                |
| 20 grudnia          | Providence, RI     | Dunkin Donuts Center                 |
| 21 grudnia          | Worcester, MA      | DCU Center                           |
| 22 grudnia          | Worcester, MA      | DCU Center                           |
| 27 grudnia          | Uniondale, NY      | Nassau Coliseum                      |
| 28 grudnia          | Uniondale, NY      | Nassau Coliseum                      |
| 29 grudnia          | Newark, NJ         | Prudential Center                    |
| 30 grudnia          | Newark, NJ         | Prudential Center                    |
| Zima 2008           |                    |                                      |
| 3 stycznia          | Cleveland, OH      | Quicken Loans Arena                  |
| 4 stycznia          | Pittsburgh, PA     | Mellon Arena                         |
| 5 stycznia          | Atlantic City, NJ  | Boardwalk Hall                       |
| 7 stycznia          | Washington, DC     | Verizon Center                       |
| 8 stycznia          | Baltimore, MD      | 1st Mariner Arena                    |
| 9 stycznia          | Albany, NY         | Times Union Center                   |
| Koncerty z Aly & Aj |                    |                                      |
| 11 stycznia         | Detroit, MI        | Joe Louis Arena                      |
| 13 stycznia         | Milwaukee, WI      | Bradley Center                       |
| 14 stycznia         | Chicago, IL        | United Center                        |
| 15 stycznia         | St. Louis, MO      | Scottrade Center                     |
| 18 stycznia         | Las Vegas, NV      | MGM Grand Arena                      |
| 19 stycznia         | Las Vegas, NV      | MGM Grand Arena                      |
| 20 stycznia         | Las Vegas, NV      | MGM Grand Arena                      |
| 22 stycznia         | Glendale, AZ       | Jobing.com Arena                     |
| 24 stycznia         | Austin, TX         | Frank Erwin Center                   |
| Koncerty z Everlife |                    |                                      |
| 25 stycznia         | Lafayette, LA      | Cajundome                            |
| 26 stycznia         | New Orleans, LA    | New Orleans Arena                    |
| 28 stycznia         | Orlando, FL        | Amway Arena                          |
| 29 stycznia         | Orlando, FL        | Amway Arena                          |
| 30 stycznia         | Jacksonville, FL   | Jacksonville Veterans Memorial Arena |
| 31 stycznia         | Miami, FL          | American Airlines Arena              |
| Houston Rodeo       |                    |                                      |
| 9 marca             | Houston, TX        | Reliant Stadium                      |